# 가노 다카시
가노 다카시(일본어: 加納 孝, 1920년 10월 31일~2000년 6월 4일)는 일본의 전 축구 선수로 선수 시절 포지션은 공격수였다.

## 선수 시절

### 클럽
1920년 10월 31일 도쿄 출생으로 도쿄 다이하치 고등학교, 와세다 대학을 거쳐 1946년 와세다 WMW에 입단하여 와세다 대학 2학년 때이던 1940년 일왕배 준우승을 이끌었다.

### 국가대표팀
1951년 31세의 늦은 나이에 일본 A대표팀에 첫 발탁되어 같은 해 3월 7일 이란과의 1951년 아시안 게임 축구 4강전에서 국제 A매치 데뷔전을 치렀고 다음날 열린 재경기에서 2-3으로 석패하며 결승 문턱에서 주저앉았지만 아프가니스탄과의 동메달 결정전에서 2-0으로 승리하며 아시안 게임 축구 초대 대회 동메달을 획득했다. 그리고 1954년 아시안 게임에 출전하여 2골을 기록했으나 팀은 4강 진출에는 실패했고 이 대회 이후 A매치 7경기 2골의 성적을 남기고 현역에서 물러났으며 2000년 6월 4일 자신의 고향인 도쿄 오타구에서 심부전으로 인해 79년간의 생을 마감했다.

## 통계
| 일본 | 일본 | 일본 |
| 연도 | 출전 | 득점 |
| ---- | ---- | ---- |
| 1951 | 3    | 0    |
| 1952 | 0    | 0    |
| 1953 | 0    | 0    |
| 1954 | 4    | 2    |
| 통산 | 7    | 2    |